# Gilletiodendron mildbraedii
Gilletiodendron mildbraedii är en ärtväxtart som först beskrevs av Hermann August Theodor Harms, och fick sitt nu gällande namn av François Marie Camille Vermoesen. Gilletiodendron mildbraedii ingår i släktet Gilletiodendron och familjen ärtväxter. IUCN kategoriserar arten globalt som livskraftig. Inga underarter finns listade i Catalogue of Life.